# الأزمة السياسية التايلاندية 2008

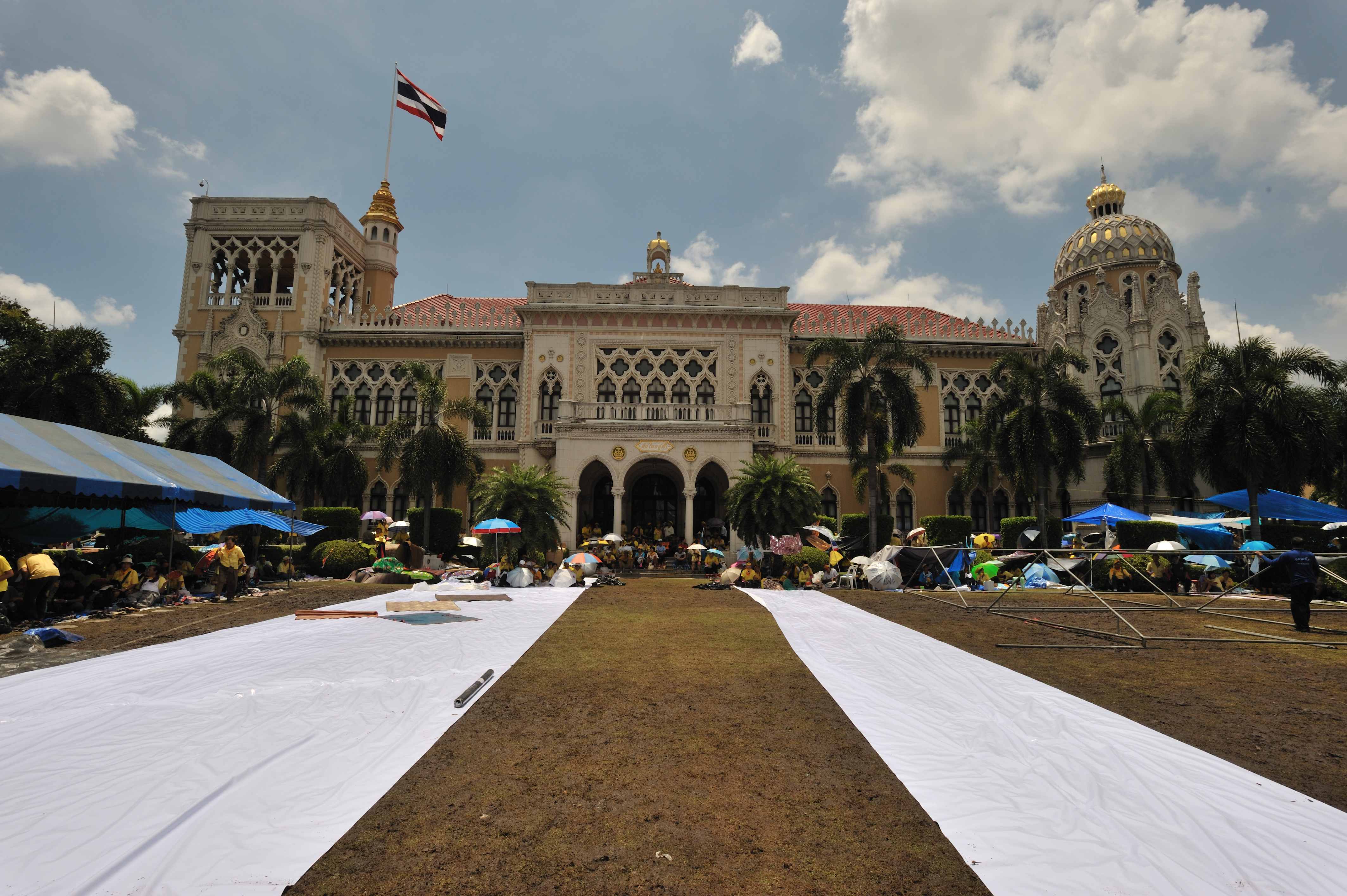
طوّق التحالف الشعبي من أجل الديمقراطية دار الحكومة التايلاندية واحتله خلال الفترة من أغسطس حتى ديسمبر من عام 2008.

بدايةً من عام 2008، تفاقم الصراع بين التحالف الشعبي من أجل الديمقراطية (بي إيه دي) وحزب السلطة الشعبية (بي بي بي) لحكومة رئيس الوزراء ساماك سوندارافيج وسومشاي وونغساوات. إذ عُدَّ هذا بمثابة امتداد للأزمة السياسية التي اندلعت أثناء الفترة 2005-2006 حين احتجَّ حزب التحالف الشعبي من أجل الديمقراطية ضد حكومة حزب تاي راك التايلاندي (تي آر تي) الذي يتزعمه رئيس الوزراء تاكسين شيناواترا. وجرت العادة ارتداء أتباع حزب (بي إيه دي) اللون الأصفر، لكونه اللون الملكي الخاص بالملك بوميبول أدولياديج، وكاننوا يُلقبون باسم «القمصان الصفراء». أما أتباع الجبهة الديمقراطية الوطنية الموحدة ضد الدكتاتورية، المعروفين بكونهم أنصار رئيس الوزراء المخلوع تاكسين شيناواترا، كانوا يرتدون اللون الأحمر وكان يُطلق عليهم على نطاق واسع اسم «القمصان الحُمر».

## التاريخ
فاز حزب الشعب في الانتخابات العامة التي جرت في ديسمبر عام 2007. على الرغم من كونه أكبر حزب في مجلس النواب، إلا أنه لم يكتسب الأغلبية المطلقة. ليُصبح بذلك حزب الـ (بي بي بي) الحزب القيادي في السلطة وذلك عندما وافقت خمسة أحزاب صغرى أخرى، التي كانت في السابق حليفة تاكسين شيناواترا، على الانضمام إلى الحكومة الائتلافية في عهد ساماك سوندارافيج.
تعهَّدت الحكومة الائتلافية بتعديل دستور عام 2007 الذي وصفته بأنه غير ديمقراطي، ما دفع حزب الشعب الديمقراطي إلى استئناف الاحتجاجات ضد خطة التعديل الدستوري بعد أن أوقف حركته بعد انقلاب عام 2006. ولقد وجَّه التحالف الشعبي من أجل الديمقراطية اتهامه بأن التعديل هذا كان يهدف إلى إلغاء الاتهامات الموجهة ضد تاكسين واتهمه بتزوير الانتخابات عن طريق أعضاء الحزب. وقد علَّقت حكومة ساماك خطتها للتعديل، غير أن التحالف الشعبي من أجل الديمقراطية تعهد بمواصلة احتجاجهم، داعيًا إلى استقالة ساماك ساندارافيج، ومشيرًا إلى نفسه خلال حملته الانتخابية بصفته مرشح لصالح تاكسين. وتصاعدت هذه التوترات عندما استولى التحالف الشعبي من أجل الديمقراطية على مجلس النواب الحكومي.
أُجبر ساماك على تقديم استقالته في سبتمبر بعد أن أدانته المحكمة الدستورية بكونه موظف في برنامج طبخ تلفزيوني بعد أن أصبح رئيسًا للوزراء. فقد أصبح نائب زعيم حزب الـ (بي بي بي) سومشاي وونغساوات، نائب الرئيس وصهر تاكسين، رئيسًا جديدًا للوزراء. ولقد أدَّى هذا التغيير إلى استمرار الاحتجاجات من قِبَل أتباع حزب الـ (بي أيه دي). وأدت هذه الاحتجاجات إلى اشتباكات عنيفة بين الشرطة وأتباع التحالف الشعبي من أجل الديمقراطية والمحتجين المعارضين للمتظاهرين في 7 أكتوبر، إذ اضُّطرت الحكومة إلى تفريقهم من أجل عدم إغلاق مداخل مجلس النواب. قُتِل أحد المتظاهرين من قوات التحالف الشعبي عن طريق انفجار قنبلة يدوية بالقرب من مكتب رئيس الوزراء، كما قُتِل أحد أفراد قوات أمن التحالف الشعبي عندما انفجرت سيارته. بالإضافة إلى إصابة العديد من المُحتجين.
ومع تعرض التحالف الشعبي من أجل الديمقراطية للهجوم، إلا أنه عمل على تصعيد احتجاجاته بالاستيلاء على مكاتب الحكومة المؤقتة في مطار دون مويانج، والاستيلاء على مطار سوفارنابومي وإغلاقه بعد اعتقال شاملونغ سريموانج، أحد قادتها. وقد انتهت عمليات الحصار في ديسمبر عندما حلَّت المحكمة الدستورية حزب الـ (بي بي بي) ومنعت مجلسه التنفيذي من تولي منصبه السياسي بعد أن أدانته بتزوير الانتخابات. وقد حلَّت المحكمة الدستورية شريكين في التحالف من حزب الشعب بتهم مماثلة، الأمر الذي أدى إلى انهيار الائتلاف واستقالة رئيس الوزراء سومشاي.
يُزعم أن الجيش آنذاك قد حثَّ نواب أحد فصائل حزب الـ (بي بي بي) السابقة، الذي يُدعى مجموعة أصدقاء نيوين، وأعضاء البرلمان من شركاء التحالف السابق على الاستمرار وتشكيل ائتلاف مع زعيم الحزب الديمقراطي أبهيسيت فيجاجيفا. وبعد أيام من المفاوضات، انتُخب أبهيسيت على هامش 235 صوت، 235 صوتًا لصالحه مقابل 198 صوتًا ضده.
وقد عارض تحالف الشعب من أجل الديمقراطية ما يُدعى «نظام تاكسين»، الذي يعتبره البعض «استبدادي»، من خلال سيطرته على المؤسسات الإشرافية المستقلة، وانتهاكه لحقوق الإنسان وحرية الصحافة. بدأت الاحتجاجات الحاشدة ضد تاكسين شيناواترا عام 2006 بعد إزالة البرنامج التليفزيوني الناقد سوندي ليمونغكول. وفي عام 2008، وجَّه التحالف الشعبي من أجل الديمقراطية اتهامه ضد ساماك ساندارافيج وسومشاي وونغساوات بأنهما عميلين لصالح تاكسين. وكان ساماك قد أعلن أنه كان مرشح لتاكسين أثناء حملته الانتخابية، أما سومشاي فهو يكون صهر تاكسين، وبأن العديد من أعضاء حزب بويا تاي الجُدد هم أعضاء سابقين في حزب (تي آر تي). عارض التحالف الشعبي من أجل الديمقراطية جميع المحاولات الرامية إلى إصلاح الدستور على النحو الذي يسمح للسياسيين الممنوعين من تولي المناصب السياسية بإعادة الدخول إلى ميدان السياسة، وإلغاء الاتهامات الموجهة ضد تاكسين. كما دعا التحالف الشعبي إلى نشوء «سياسة جديدة»، «عصر جديد من السياسة، خالٍ من السياسيين الفاسدين». في شهر مايو عام 2009، أسَّس التحالف الشعبي حزبه الخاص، حزب السياسة الجديدة. تمثلت إحدى الأهداف الرئيسية التي يسعى التحالف الشعبي إلى تحقيقها معارضة ما اعتبره حركة مناهضة للنظام الملكي، والتي كان من المفترض أن تكون بين بعض مؤيدي تاكسين. وقد روّج التحالف الشعبي دور الملك باعتباره حارس لقوة الناس ضد «السياسي الفاسد». ولهذا السبب يستخدم أتباع التحالف اللون الأصفر، وهو لون عيد ميلاد الملك راما التاسع الرمزي، كعلامة تجارية لهم. ومع ذلك فقد انتقد بعض الناقدون إيديولوجية التحالف المُتبعة باعتبارها «مناهضة للديمقراطية».
كانت الجبهة الديمقراطية الوطنية الموحدة ضد الدكتاتورية هي المجموعة التي تتألف في الأساس من الناشطين الاجتماعيين، والعلماء، وأنصار تاكسين الذين عارضوا انقلاب 2006 الذي أطاح به. ويعتقد أن الانقلاب كان مدعومُا من أشخاص أقوياء، أو «النخب المجتمعية» أو «النبلاء»، مستهدفين بذلك الضابط بريم تينسولانوندا، رئيس مجلس الملك الخاص. سعت الجبهة إلى الإطاحة بحكومة أماثيباتاي (الحكومة التي يديرها أهل النخبة التقليدية، والنبلاء، ونظام الحكم البيروقراطي). وفي احتجاج أبريل عام 2009، تمثلت أهدافها باستقالة رئيس الوزراء أبهيسيت فيجاجيفا بشكل فوري إلى جانب استقالة أعضاء مجلس الملك الخاص، بريم تينسولانوندا، وسورايود تشولانونت، فضلًا عن المطالبة بإجراء انتخابات جديدة. طالبت الجبهة أيضًا بتوجيه اتهامات ضد حزب الـ (بي إيه دي) نتيجة لأحداث المطار عام 2008. ولقد كان العديد من أعضاء البرلمان في حزب بيو تاي صريحين في دعمهم لحزب (يو دي دي)، فضلًا عن تاكسين شيناواترا بحد ذاته.